# 御堂關白記

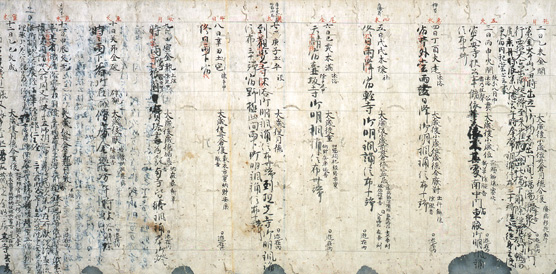
御堂關白記

《御堂關白記》（みどうかんぱくき），亦稱法成寺攝政記、法成寺入道左大臣記、御堂御記、入道殿御日記、御堂御暦，是平安時代攝政太政大臣藤原道長所寫的日記。“御堂”指的是藤原道長建立的法成寺無量寿院。實際上道長生前並不曾擔任關白，御堂關白記之名是後世才出現的。
道長自掌握大權的長德元年（995年）開始寫日記，中間多次中斷。寬弘元年（1004年）才又開始持續寫作。現存的是長德4年（998年）到治安元年（1021年）間的日記。近衛家陽明文庫藏有原本十四卷、古抄本十二卷，被指定為日本国宝。
御堂関白記中有很多意義不明的文章、錯字及文法錯誤，因此和藤原攝関家藤原忠實的殿暦、藤原師通的後二條師通記一樣很難解讀。不過從中也可以看出當時的閲讀習慣。
2011年5月提報聯合國教科文組織世界記憶遺産，2013年6月18日入選。

## 現代日語譯本
- 倉本一宏『藤原道長「御堂関白記」全現代語訳』上中下巻（講談社〈講談社学術文庫〉、2009年）

初の現代語訳。
- 繁田信一『御堂関白記　藤原道長の日記　日本の古典』（角川書店〈角川ソフィア文庫〉、2009年）

抄訳版。